# هاري أوغسطس غارفيلد
هاري أوغسطس غارفيلد (1863 – 1942 م)
(بالإنجليزية: Harry Augustus Garfield)
محامي أمريكي وأحد رؤساء كلية ويليامز بين عامي (1908–1934) .